# موگیهیتو
موگیهیتو (انگلیسی: Mugihito; ۸ اوت ۱۹۴۴ – ) صداپیشگی در ژاپن، بازیگر، و بازیگر تلویزیون اهل ژاپن بود.